# Xuất tinh ngoài âm đạo
Xuất tinh ngoài âm đạo (coitus interruptus) là phương pháp tránh thai trong đó người đàn ông rút dương vật ra khỏi âm đạo người phụ nữ trước khi xuất tinh trong lúc quan hệ tình dục, và để tinh dịch bắn ra ngoài.
Phương pháp tránh thai này từng được sử dụng rộng rãi trong ít nhất hai thiên niên kỷ và vẫn còn được dùng ngày nay. Ước tính năm 1991 có khoảng 38 triệu cặp đôi dùng phương pháp này. Tuy nhiên, phương pháp này không ngăn lây truyền bệnh tình dục. Các chuyên gia y tế xem phương pháp này không hiệu quả để tránh thai đối với giới thiếu niên.

## Lịch sử
Tài liệu lâu đời nhất về việc sử dụng phương pháp rút dương vật khỏi âm đạo trước khi xuất tinh để tránh mang thai là câu chuyện về Onan ở Torah. Văn bản này được cho là đã được viết ra hơn 2.500 năm trước. Các xã hội trong nền văn minh cổ đại ở Hy Lạp và La Mã ưa thích một gia đình ít thành viên và được biết là đã thực hành nhiều phương pháp kiểm soát sinh sản.:12,16–17 Có những tài liệu khiến các nhà sử học tin rằng việc rút dương vật sớm đôi khi được sử dụng như biện pháp tránh thai. Tuy nhiên, các xã hội này coi kiểm soát sinh đẻ là trách nhiệm của phụ nữ và các biện pháp tránh thai được ghi chép rõ ràng chỉ là các thiết bị kiểm soát có thai ở phụ nữ (có sự hiệu quả như viên đặt âm đạo, và không hiệu quả như các loại bùa).:17,23
Sau sự suy tàn của Đế chế La Mã vào thế kỷ thứ 5 sau Công nguyên, các biện pháp tránh thai đã không còn được sử dụng ở Châu Âu; việc sử dụng thuốc tránh thai, ví dụ, không được ghi chép lại cho đến thế kỷ 15. Nếu rút dương vật được sử dụng trong Đế chế La Mã, kiến thức về thực hành có thể đã bị mất trong thời kỳ suy tàn.:33,42
Từ thế kỷ 18 cho đến khi phát triển các phương pháp hiện đại, rút dương vật sớm là một trong những phương pháp ngừa thai phổ biến nhất ở châu Âu, Bắc Mỹ và các nơi khác.